# Pseudolasius badius
Pseudolasius badius är en myrart som beskrevs av Hugo Viehmeyer 1916. Pseudolasius badius ingår i släktet Pseudolasius och familjen myror. Inga underarter finns listade i Catalogue of Life.